# Typhlopidae

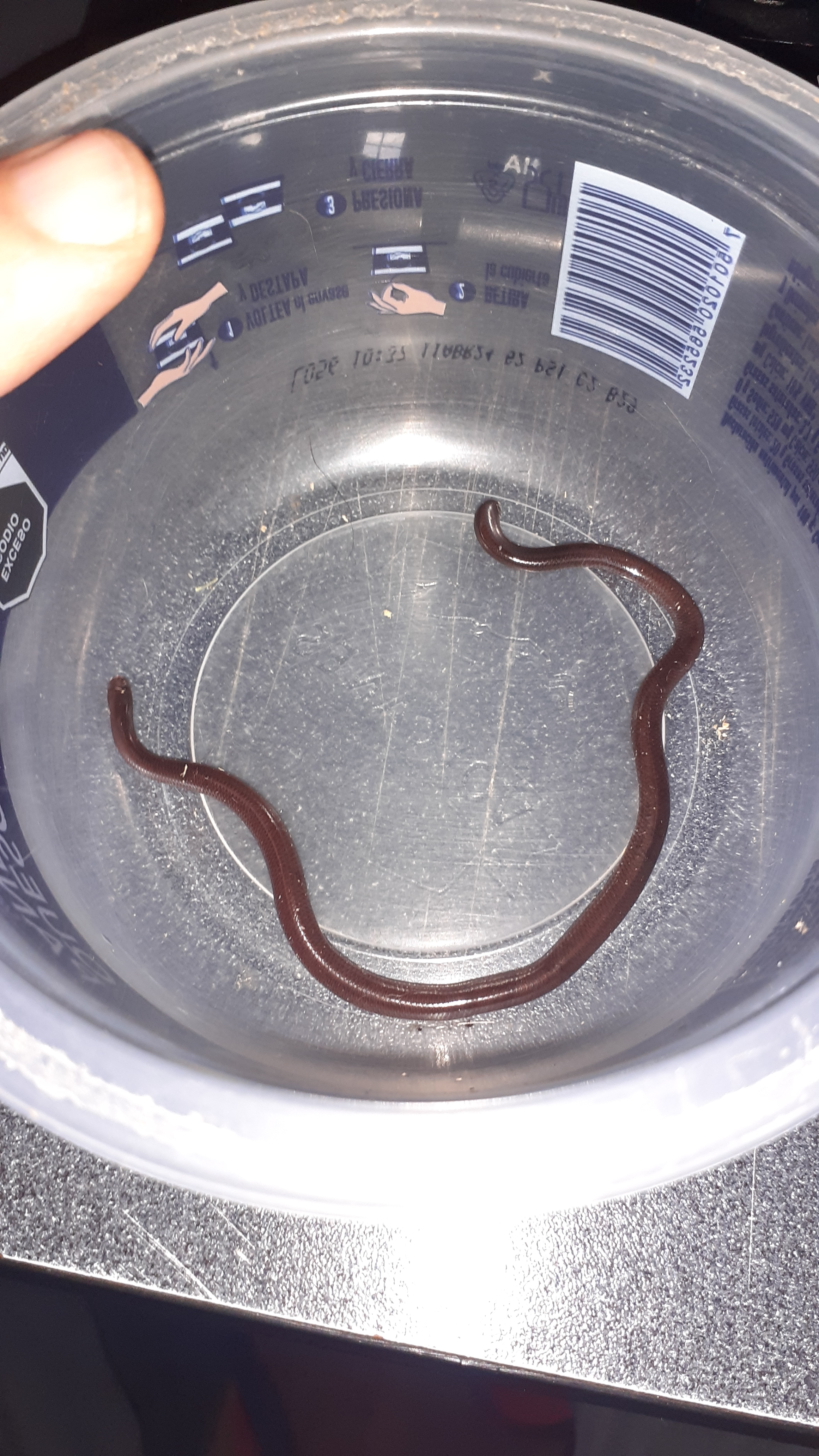

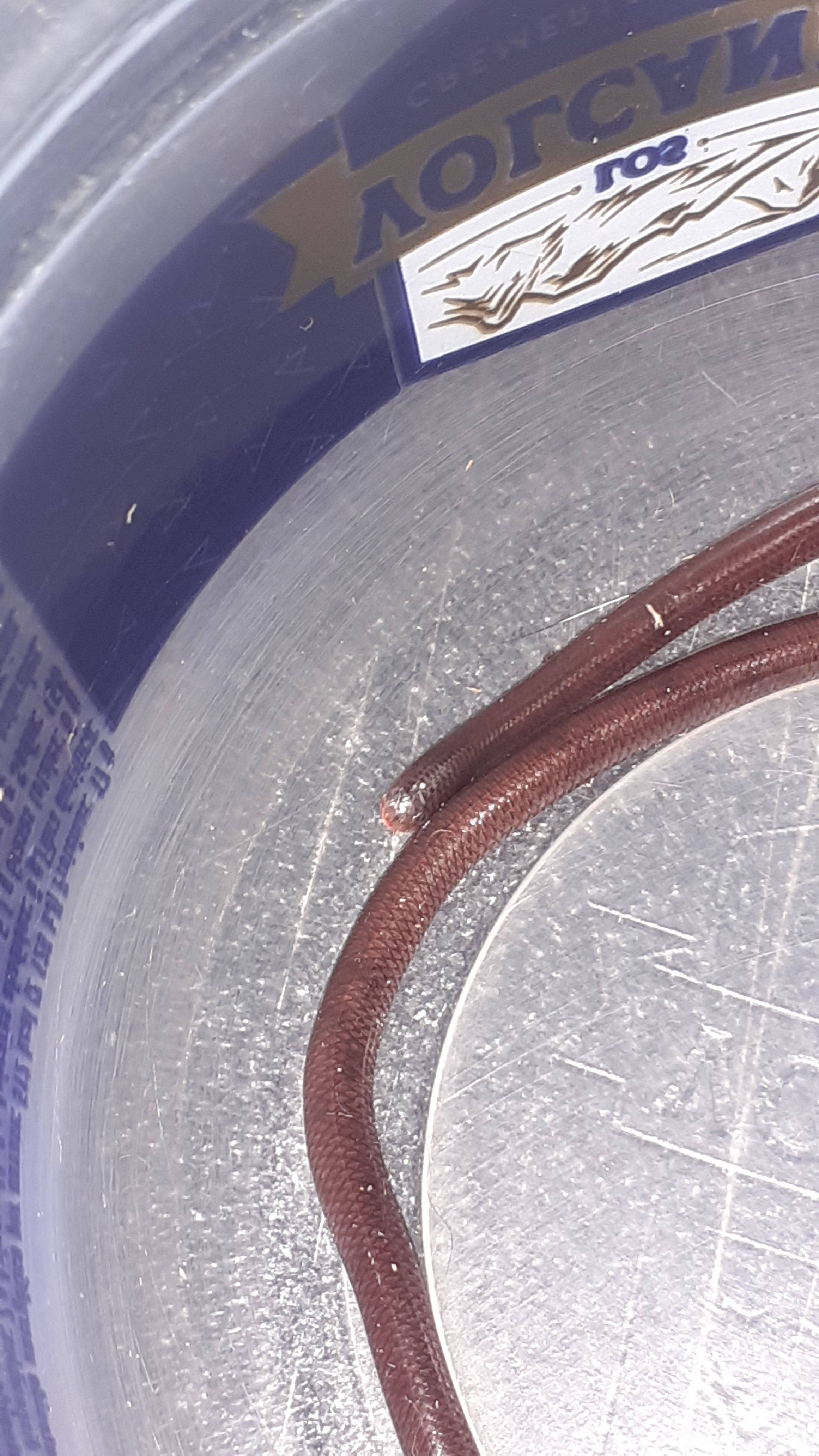
Detalle de la cabeza, cuerpo y escamas de una serpiente ciega del género Typhlopidae

Los tiflópidos (Typhlopidae) son una familia de serpientes ciegas que habitan principalmente las regiones tropicales de África, Asia, América, y Australia. Viven en madrigueras subterráneas, y como no tienen uso para la visión, los ojos son reducidos en  vestigios, aunque pueden detectar luz. Tiene dientes en el maxilar superior. La cola termina con una escama en forma de cuerno. La mayoría de las especies es ovípara.
Actualmente se distinguen 16 géneros, que contienen 260 especies.

## Géneros
Se reconocen los siguientes géneros:
- Subfamilia Afrotyphlopinae Hedges, Marion, Lipp, Marin & Vidal, 2014
  - Afrotyphlops Broadley & Wallach, 2009
  - Grypotyphlops Peters, 1881
  - Letheobia Cope, 1869
  - Rhinotyphlops Fitzinger, 1843
- Subfamilia Asiatyphlopinae Hedges, Marion, Lipp, Marin & Vidal, 2014
  - Acutotyphlops Wallach, 1995
  - Anilios Gray, 1845
  - Argyrophis Gray, 1845
  - Cyclotyphlops Bosch & Ineich, 1994
  - Indotyphlops Hedges, Marion, Lipp, Marin & Vidal, 2014
  - Malayotyphlops Hedges, Marion, Lipp, Marin & Vidal, 2014
  - Ramphotyphlops Fitzinger, 1843
  - Xerotyphlops Hedges, Marion, Lipp, Marin & Vidal, 2014
- Subfamilia Madatyphlopinae Hedges, Marion, Lipp, Marin & Vidal, 2014
  - Lemuriatyphlops Pyron & Wallach, 2014
  - Madatyphlops Hedges, Marion, Lipp, Marin & Vidal, 2014
- Subfamilia Typhlopinae Merrem, 1820
  - Amerotyphlops Hedges, Marion, Lipp, Marin & Vidal, 2014
  - Typhlops Oppel, 1811